# 2061. Harmadik űrodisszeia
A 2061. Harmadik űrodisszeia Arthur C. Clarke brit író 1987-ben megjelent tudományos-fantasztikus regénye. Clarke Űrodüsszeia-sorozatának harmadik könyve. Visszatér az előző regények egyik főszereplőjéhez, Heywood Floydhoz és kalandjaihoz. Szerepet kap még a Halley-üstökös 2061-es visszatérése és a Jupiter Europa nevű holdja.
Clarke eredetileg azt követően tervezte megírni a harmadik könyvet, hogy a NASA Galileo Jupiter-missziója az 1980-as évek végén visszaadta eredményeit. A szonda indítását eredetileg 1984-re tervezték, de ez először 1985-re, majd 1986-ra csúszott. A Challenger űrrepülőgép katasztrófája miatt tovább késett. Mivel Clarke úgy döntött, hogy nem vár, a folytatáshoz a Halley-üstökös visszatérése adta az ihletet. A Galileót végül az Atlantis űrrepülőgép indította el az STS–34 küldetés keretében 1989 októberében, majdnem nyolc évvel a 2061. Harmadik űrodisszeia megjelenése után érkezett meg a Jupiter körüli pályára.

## Cselekmény
A 2061. Harmadik űrodisszeia 60 évvel a 2001: Űrodüsszeia, és 51 évvel a 2010: második űrodisszeia eseményei után játszódik.
A nyitó fejezetek fokozatosan magyarázzák el a köztes években történt eseményeket. A "Lucifer" névre keresztelt új Nap átalakította a korábbi Jupiter holdjait: Az Io egy vulkanikus pokollá vált, az Europa egy felhőkkel borított óceáni világgá, a Ganymedes pedig egy mérsékelt égövi világgá, amelyet az emberiség gyarmatosít. A nagyszabású bolygóközi utazás ma már kereskedelmi szempontból is megvalósítható a müon-katalizált fúziós meghajtású űrhajókkal. Az emberiség óvakodik attól, hogy űrhajókat küldjön az Europa közelébe, annak lenyűgöző rejtélyei ellenére, beleértve egy nagy hegy, a "Zeusz-hegy" megjelenését a felszínén. A Földön az Amerikai Egyesült Államok, a Szovjetunió és Kína között viszonylagos béke uralkodik, bár Dél-Afrikában (ma Dél-Afrikai Egyesült Államok vagy USSA) erőszakmentes forradalom zajlott le; a fehér lakosság elmenekült, magával vitte az ország vagyonának nagy részét, és a fekete lakosságra hagyta a gazdaság újjáépítését, amit az ország gyémántbányáinak köszönhetően hetek alatt meg is tett.
Dr. Heywood Floyd, a 2010 főszereplője balesetet szenvedett, és egy orbitális űrkórház állandó lakója lett. Elidegenedett unokája, Chris II. a Galaxy űrhajó fedélzetén dolgozik. Most, 103 éves korában Floydot választják ki a hat "sztárvendég" egyikének, hogy a magántulajdonban lévő Universe űrhajó fedélzetén utazzon, hogy a Halley-üstökös felszínére először szálljon le ember, amikor az ismét megközelíti a Földet. Az Universe leszáll a Halley-üstökösre, és a legénység felfedezi a felszínét és barlangjait.
A Ganymedesen Rolf van der Berg, egy második generációs afrikaner menekült, tanulmányozza a Zeusz-hegy műholdas felméréseinek adatait, és megdöbbentő tézist állít fel a hegy természetéről. Felfedezését közli nagybátyjával, Paul Kreugerrel, és van der Berget is meghívják a Galaxy űrhajó legénységéhez az Europa melletti elrepülésre. Amikor a Galaxy megközelíti az Európát, Rosie, egy stewardess megpróbálja eltéríteni az űrhajót, és arra kényszeríti, hogy az az Europa óceánjába zuhanjon. Mivel terve kudarcot vall, öngyilkosságot követ el, és a Galaxy legénysége a holdon ragad. A legénység megfigyelve az Europa burjánzó vízi életformáit, a Galaxyt egy szigetre irányítja, amelyet Haven-nek neveznek el.
Az Universe felhagy a Halley felfedezésével, hogy megmentse a Galaxyt. Miután a Halley szellőzőnyílásaiból vizet szívott le, hogy feltankoljon, az Universe egyenesen az Europa felé veszi az irányt. A repülés során a híres utasok megvitatják a Dave Bowman és a monolitok körüli rejtélyt, és azt, hogy leszállhatnak-e az Európán, hogy megmentsék a Galaxy legénységét. Floyd követi azt a javaslatot, hogy egyszerűen próbálja meg felhívni Bowmant a rádión, és később furcsa álmot lát, amelyben egy kis monolitot lát az ágya lábánál lebegni.
Az Európán Van der Berg és Chris Floyd a William Tsung (becenevén Bill Tee) űrsiklóval a Zeusz-hegy tanulmányozására indul. A Zeusz-hegy közelében van der Berg továbbítja nagybátyjának, Paulnak a "LUCY IS HERE" üzenetet. Kiderül, hogy van der Berg hipotézise, amely most beigazolódott, az volt, hogy a Zeusz-hegy egyetlen hatalmas gyémánt, a felrobbant Jupiter magjának maradványa. A Zeusz-hegyről szóló felfedezés megmagyarázza, hogyan került Van der Berg a Galaxisra, és miért próbálta meg Rosie eltéríteni azt; az USSA uralkodói aggódnak, és a száműzött afrikait is érdekli, mi történhet a világ gyémántpiacával, ha egy hatalmas gyémánthegyet fedeznek fel.
Továbbutazva a két férfi megtalálja a Tsien kínai űrhajó roncsát, amelyet teljesen lecsupaszítottak fémjeiről, majd a nappal és éjszaka határán, a "Nagy Fal"-nak nevezett hatalmas monolitot találják, amely az oldalán fekszik. Alatta egy iglu-szerű lakásokból álló város található, de a lakosok nincsenek a láthatáron. Ott Chris meglátja nagyapja képét, aki azt mondja neki, hogy az Universe űrhajó közeledik.
Az Universe megmenti a Galaxis legénységét; a Ganymedesre viszik őket, ahol végignézik, ahogy a Zeusz-hegy, amely folyamatosan süllyed, végül eltűnik az Europa felszíne alatt. Kreuger a Nature számára ír egy utócikket, amelyben megállapítja, hogy a Zeusz-hegy csupán a Jupiter gyémántanyagának egy darabkája volt, és szinte biztos, hogy jelenleg még sok ilyen nagy gyémántdarab kering a Lucifer körül. Krueger ezért egy felderítő projektet javasol, hogy a Lucifer-rendszerben gyémántot keressenek, esetleges bányászat céljából.
Floyd, Chris és van der Berg közel kerülnek egymáshoz. Egy későbbi fejezetben egy másik Heywood Floyd, aki most már a tiszta tudat testetlen lénye, Dave Bowmannel beszélget. Kiderül, hogy a kis monolit lemásolta Floyd tudatát; most már két Heywood Floyd van, az egyik egy halhatatlan lény, aki Bowmannel és HAL-lal együtt lakik a Nagy Fal belsejében, a másik, aki élni és meghalni fog, anélkül, hogy erről tudna. Bowman megmutatja Floydnak azokat a képeket, amelyeken a Jupiter életformáinak tanulmányozásával kapcsolatos tapasztalatait mutatja be, mielőtt azok elpusztultak volna Lucifer megteremtése során, és elmagyarázza, hogy a monolit mérlegelte a jupiteriakat az európaiakkal szemben, és úgy döntött, hogy az utóbbiak ígéretesebbek. Bowman azt állítja, hogy a gyémántmeteor becsapódása során a mérhetetlen erejű monolit az oldalára dőlt, és megsérülhetett. Ő és HAL úgy gondolják, hogy amikor Lucifer kezd elbukni, a monolit az európaiakat fogja mérlegelni az emberiséggel szemben, és már csak körülbelül ezer évük van arra, hogy felkészüljenek erre a pillanatra.
A 3001-ben játszódó epilógusban az 1999-ben a Holdon felfedezett eredeti monolitot az ENSZ ősi épületének placcán helyezték el. Az emberek nagymennyiségű gyémántot találtak az egykori Jupiterről, és azt Kreuger javaslatára űrliftek és egy azokat összekötő orbitális gyűrű létrehozására használták fel. Hirtelen Lucifer fénye halványulni kezd, és a Monolit ezer év óta először ébred fel újra.

### Külső hivatkozások a tudományos irodalomra
A regény végén (56. fejezet, "Perturbációelmélet") két valódi tudományos cikket kifejezetten idéz Paul Krueger, van der Berg nagybátyja. A Nature 1981-es cikke hitelessé teszi a 2061. Harmadik űrodisszeia alapfeltevését, miszerint a Naprendszer más égitestjei hatalmas mennyiségű gyémántanyagot tartalmazhatnak, és alapul szolgál a 2061. Harmadik űrodisszeia feltevéséhez, miszerint az Europán egy nagy gyémántot fedeztek fel. A Science 1966-os cikke különböző anyagok megvalósíthatóságát vizsgálja egy űrlift elméleti építéséhez, és a gyémántot a legjobb ismert anyagként azonosítja, és ugyancsak ez szolgál alapul a Föld felszínéről a világűrbe nyúló űrliftek (vagy tornyok) alapjául.
Az űrliftek a 3001. Végső űrodisszeia című folytatás-regény fontos technológiai elemei, és az utóbbi regény cselekményének nagy részének helyszínei. A közbeeső konklúzió szerint a következő évezred során az emberiség a Lucifer-Jupiter rendszerben további nagy gyémántforrásokat talál, olyan csapadékot, amely az utóbbi előbbi átalakulásából keletkezett, és ezt a gyémántanyagot bányássza ki, felhasználva (korábban lehetetlen) építkezésekhez.

## Adaptációk
2000-ben a Yahoo! arról számolt be, hogy az MGM és a színész/rendező Tom Hanks tárgyalásokat folytatnak a 2010. Második űrodisszeia és a 3001. Végső űrodisszeia filmre viteléről, Hanks állítólag Frank Poole-t alakította volna a 3001. Végső űrodisszeia filmben. Egy 2001-es frissítés szerint a projektet nem fejlesztették tovább.

## Fordítás
- Ez a szócikk részben vagy egészben  a(z)   2061: Odyssey Three című angol Wikipédia-szócikk ezen változatának fordításán alapul.  Az eredeti cikk szerkesztőit annak laptörténete sorolja fel. Ez a jelzés csupán a megfogalmazás eredetét és a szerzői jogokat jelzi, nem szolgál a cikkben szereplő információk forrásmegjelöléseként.